# Alyaksandr Shahoyka
Alyaksandr Alyaksandravich Shahoyka (Аляксандр Аляксандравіч Шагойка) (sinh 27 tháng 7 năm 1980) là một cầu thủ bóng đá Belarus, hiện tại đá ở vị trí hậu vệ cho Isloch Minsk Raion.

## Sự nghiệp quốc tế
Shahoyka ra mắt cho Belarus ngày 1 tháng 3 năm 2006 trong trận đấu trước Phần Lan trong giải giao hữu Cyprus International Football Tournament.

## Danh hiệu
Belshina Bobruisk
- Vô địch Giải bóng đá ngoại hạng Belarus: 2001
- Vô địch Cúp bóng đá Belarus: 2000–01

Gomel
- Vô địch Giải bóng đá ngoại hạng Belarus: 2003